# NGC 3465
NGC 3465 is een spiraalvormig sterrenstelsel in het sterrenbeeld Draak. Het hemelobject werd op 2 april 1801 ontdekt door de Duits-Britse astronoom William Herschel.

## Synoniemen
- UGC 6056
- MCG 13-8-48
- ZWG 351.50
- IRAS 10557+7527
- PGC 33099